# 長角野牛
長角野牛（學名：Bison latifrons），或稱作寬額野牛，是一種已絕種的美洲野牛屬，生活於 200,000 年前更新世時期的北美洲，大約於 21,000 至 30,000 年前末次冰盛期開始時滅絕。

## 描述

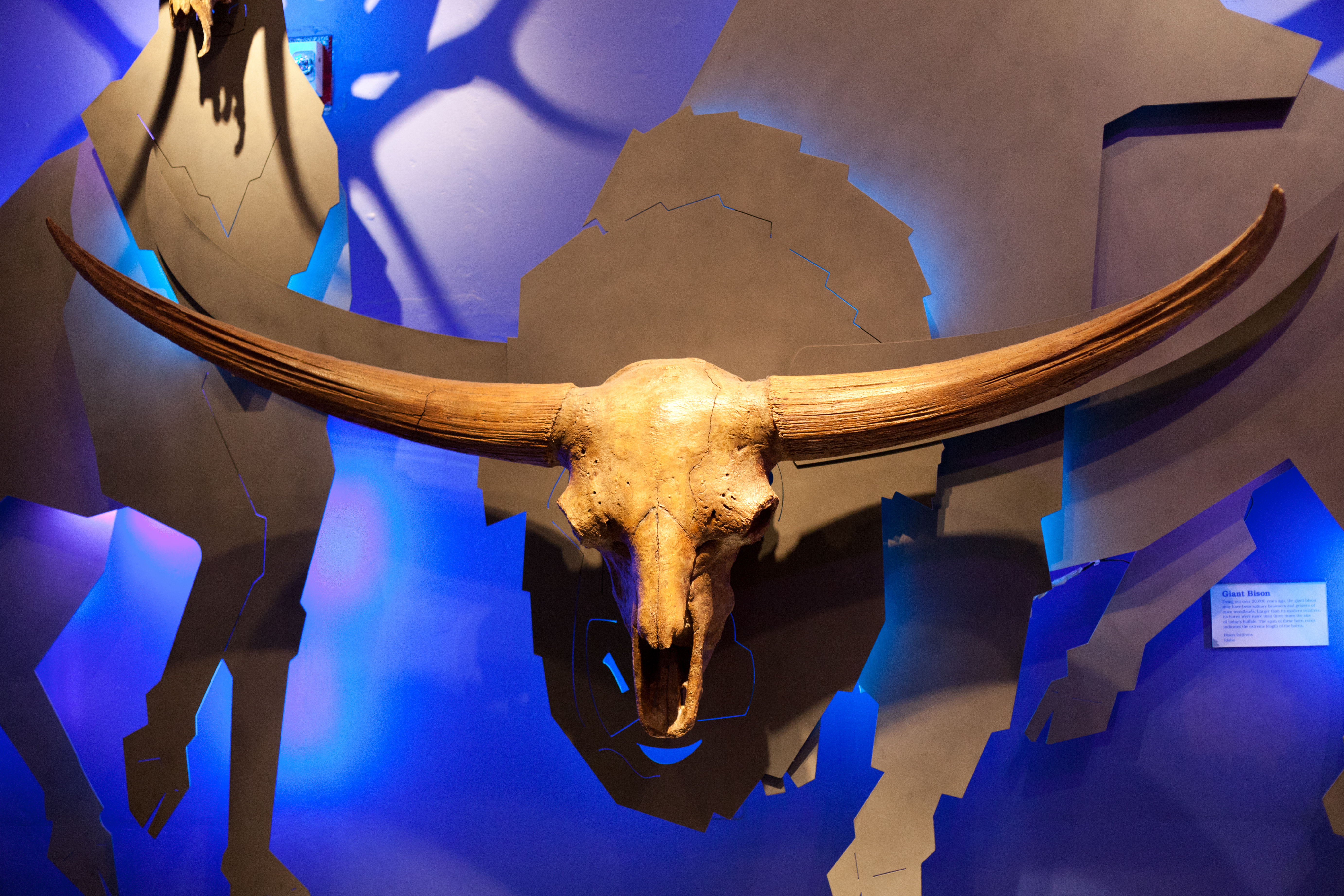
加拿大皇家蒂勒爾博物館所展示的長角野牛頭骨

長角野牛的肩高可達 2.5（8.2英尺） ，體重則可達 2,000（4,400英磅） 。體型與生存於非洲的佩罗牛属匹敵，而體重則超越現存的長頸鹿。長角野牛的角兩角角尖相距可達213（84英寸），而現存美洲野牛的兩角角尖相距僅有66（26英寸）。而身體尺寸也明顯超越現存所有的牛，包括目前僅存的兩種野牛 － 美洲野牛與歐洲野牛。根據長角野牛與美洲野牛肢骨長度的比較，推算出長角野牛可能比美洲野牛還重上25%–50%。事實上，長角野牛可能是所有已知種類中體型最大的牛。

## 演化
長角野牛被認為演化自生活於中部北美大陸的西伯利亞野牛族群，這些野牛在 240,000 至 220,000 年前透過白令陸橋從西伯利亞遷徙至北美洲。長角野牛屬於在第四紀滅絕事件中絕種的北美洲巨型動物群之一，大約絕種於 21,000 至 30,000 年前（大約在威斯康辛冰期）。長角野牛絕種後的區位由體型較小的古風野牛取代，並在約 10,000 年前演化成體型更小的美洲野牛。

## 行為與棲息地
長角野牛為草食動物，在北美大平原與林地上行小群體放牧生活。長角野牛喜歡較溫暖的氣候，在現今加州的聖地牙哥有化石紀錄出土。雄性巨大的長角被認為是用來同性之間性展示或是用來抵禦當時的大型掠食者（包括斯劍虎以及巨型短面熊）用。在2014年，墨西哥国家文物总局在墨西哥南部格雷羅州的奇爾潘辛戈發現長角野牛的遺骸。